# FK Rubín Kazan
El Futbolni Klub Rubín Kazan (en rus: Футбо́льный клуб «Руби́н» Каза́нь) és un equip de futbol de Kazan, Rússia. Actualment juga a la Lliga Premier de Rússia.

## Història
Fundat el 1958 com a Ískra, el 1964 es va canviar el nom per l'actual, encara que entre 1992 i 1993 es va anomenar Rubín-TAN. Mai no va jugar a la primera divisió de l'URSS, i fins al 2002 va pujar per primera vegada a la màxima categoria russa, la Lliga Premier. En la seva primera temporada va acabar tercer i es va classificar per a la Copa de la UEFA. Novament va aconseguir una plaça europea el 2005, quan va acabar la lliga en quarta posició. El 2 de novembre de 2008 el FC Rubín Kazan va aconseguir el primer títol de Lliga després de la victòria contra el FC Saturn, a tres jornades per al final del campionat. Savo Milosevic, exjugador del CA Osasuna, va marcar el gol rdecisiu en l'últim minut del partit. Amb aquesta victòria el Rubín Kazan es va convertir en el tercer equip no moscovita que aconseguia guanyar la Premier russa. A més, es dona el fet que el conjunt de Kazan militava a la segona divisió russa fins fa sis anys i mai en la seva història havia aconseguit un títol de lliga.

## Uniforme
- Uniforme titular: Samarreta, pantalons i mitges vermelles.
- Uniforme alternatiu: Samarreta, pantalons i mitges verdes.

## Jugadors 2016/17
| N. | Pos. | Nac. | Jugador               |
| -- | ---- | --- | --------------------- |
| 1  | POR  | [[Fitxer:Flag of Russia.svg\|23x15px\|border \|alt=Rússia\|link=Selecció de futbol de Rússia\|{{#if:\|]]                                       | Serguei Ríjikov       |
| 2  | DEF  | [[Fitxer:Flag of Russia.svg\|23x15px\|border \|alt=Rússia\|link=Selecció de futbol de Rússia\|{{#if:\|]]                                       | Oleg Kuzmín (Captain) |
| 3  | DEF  | [[Fitxer:Flag of Russia.svg\|23x15px\|border \|alt=Rússia\|link=Selecció de futbol de Rússia\|{{#if:\|]]                                       | Elmir Nabiúl·lin      |
| 4  | MIG  | [[Fitxer:Flag of France (1794–1815, 1830–1974).svg\|23x15px\|border \|alt=França\|link=Selecció de futbol de França\|{{#if:\|]]                | Yann M'Vila           |
| 5  | DEF  | [[Fitxer:Flag of Georgia.svg\|23x15px\|border \|alt=Geòrgia\|link=Selecció de futbol de Geòrgia\|{{#if:\|]]                                    | Solomon Kvirkvelia    |
| 6  | DEF  | [[Fitxer:Flag of Catalonia.svg\|23x15px\|border \|alt=Catalunya\|link=Selecció de futbol de Catalunya\|{{#if:\|]]                              | Sergio Sánchez        |
| 8  | MIG  | [[Fitxer:Flag of Cameroon.svg\|23x15px\|border \|alt=Camerun\|link=Selecció de futbol del Camerun\|{{#if:\|]]                                  | Alex Song             |
| 9  | DAV  | [[Fitxer:Flag of Russia.svg\|23x15px\|border \|alt=Rússia\|link=Selecció de futbol de Rússia\|{{#if:\|]]                                       | Maksim Kanúnnikov     |
| 10 | MIG  | [[Fitxer:Flag of Belgium (civil).svg\|23x15px\|border \|alt=Bèlgica\|link=Selecció de futbol de Bèlgica\|{{#if:\|]]                            | Maxime Lestienne      |
| 11 | DAV  | [[Fitxer:Flag of Ukraine.svg\|23x15px\|border \|alt=Ucraïna\|link=Selecció de futbol d'Ucraïna\|{{#if:\|]]                                     | Marko Dević           |
| 13 | DEF  | [[Fitxer:Flag of Sweden.svg\|23x15px\|border \|alt=Suècia\|link=Selecció de futbol de Suècia\|{{#if:\|]]                                       | Emil Bergström        |
| 14 | MIG  | [[Fitxer:Flag of Russia.svg\|23x15px\|border \|alt=Rússia\|link=Selecció de futbol de Rússia\|{{#if:\|]]                                       | Diniar Bilialetdínov  |
| 20 | MIG  | [[Fitxer:Flag of Croatia.svg\|23x15px\|border \|alt=Croàcia\|link=Selecció de futbol de Croàcia\|{{#if:\|]]                                    | Mijo Caktaš           |
| 21 | MIG  | [[Fitxer:Flag of the Valencian Community (2x3).svg\|23x15px\|border \|alt=País Valencià\|link=Selecció de futbol del País Valencià\|{{#if:\|]] | Rubén Rochina         |
| 22 | DAV  | [[Fitxer:Flag of Brazil.svg\|23x15px\|border \|alt=Brasil\|link=Selecció de futbol del Brasil\|{{#if:\|]]                                      | Jonathas              |

| N. | Pos. | Nac. | Jugador            |
| -- | ---- | --- | ------------------ |
| 23 | DEF  | [[Fitxer:Flag of Switzerland.svg\|23x16px\|border \|alt=Suïssa\|link=Selecció de futbol de Suïssa\|{{#if:\|]]                                                                               | Moritz Bauer       |
| 25 | DEF  | [[Fitxer:Flag of Peru.svg\|23x15px\|border \|alt=Perú\|link=Selecció de futbol del Perú\|{{#if:\|]]                                                                                         | Carlos Zambrano    |
| 27 | MIG  | [[Fitxer:Flag of Russia.svg\|23x15px\|border \|alt=Rússia\|link=Selecció de futbol de Rússia\|{{#if:\|]]                                                                                    | Magomed Ozdóiev    |
| 31 | MIG  | [[Fitxer:Flag of Russia.svg\|23x15px\|border \|alt=Rússia\|link=Selecció de futbol de Rússia\|{{#if:\|]]                                                                                    | Denís Tkatxuk      |
| 39 | DAV  | [[Fitxer:Flag of Russia.svg\|23x15px\|border \|alt=Rússia\|link=Selecció de futbol de Rússia\|{{#if:\|]]                                                                                    | Vladímir Diadiun   |
| 49 | DEF  | [[Fitxer:Flag of Russia.svg\|23x15px\|border \|alt=Rússia\|link=Selecció de futbol de Rússia\|{{#if:\|]]                                                                                    | Vitali Ustínov     |
| 61 | MIG  | [[Fitxer:Flag of Turkey.svg\|23x15px\|border \|alt=Turquia\|link=Selecció de futbol de Turquia\|{{#if:\|]]                                                                                  | Gökdeniz Karadeniz |
| 64 | DEF  | [[Fitxer:Flag of the Democratic Republic of the Congo.svg\|23x15px\|border \|alt=República Democràtica del Congo\|link=Selecció de futbol de la República Democràtica del Congo\|{{#if:\|]] | Chris Mavinga      |
| 77 | MIG  | [[Fitxer:Flag of Spain.svg\|23x15px\|border \|alt=Espanya\|link=Selecció de futbol d'Espanya\|{{#if:\|]]                                                                                    | Samu               |
| 80 | MIG  | [[Fitxer:Flag of Russia.svg\|23x15px\|border \|alt=Rússia\|link=Selecció de futbol de Rússia\|{{#if:\|]]                                                                                    | Vladislav Kulik    |
| 85 | MIG  | [[Fitxer:Flag of Russia.svg\|23x15px\|border \|alt=Rússia\|link=Selecció de futbol de Rússia\|{{#if:\|]]                                                                                    | Ilzat Akhmétov     |
| 88 | MIG  | [[Fitxer:Flag of Russia.svg\|23x15px\|border \|alt=Rússia\|link=Selecció de futbol de Rússia\|{{#if:\|]]                                                                                    | Ruslan Kambólov    |
| 90 | DEF  | [[Fitxer:Flag of Russia.svg\|23x15px\|border \|alt=Rússia\|link=Selecció de futbol de Rússia\|{{#if:\|]]                                                                                    | Taràs Burlak       |
| 91 | POR  | [[Fitxer:Flag of Russia.svg\|23x15px\|border \|alt=Rússia\|link=Selecció de futbol de Rússia\|{{#if:\|]]                                                                                    | Iuri Nesterenko    |
| 96 | DAV  | [[Fitxer:Flag of Russia.svg\|23x15px\|border \|alt=Rússia\|link=Selecció de futbol de Rússia\|{{#if:\|]]                                                                                    | Rifat Jemaletdínov |

## Palmarès

### Tornejos nacionals
- Lliga Premier de Rússia (2): 2008 i 2009
- Copa de Rússia (1): 2011-12
- Supercopa de Rússia (2): 2010 i 2012